# Baron Templemore
Baron Templemore, of Templemore in the County of Donegal, ist ein erblicher britischer Adelstitel in der Peerage of the United Kingdom.
Der Name bezieht sich auf eine Zivilgemeinde im heutigen Derry, County Londonderry, Nordirland, und nicht etwa auf die bekanntere Stadt Templemore im County Tipperary.

## Verleihung
Der Titel wurde am 10. September 1831 für den Arthur Chichester geschaffen, der als Abgeordneter für Milborne Port und County Wexford im House of Commons gesessen hatte. Dieser war ein Enkel des Arthur Chichester, 1. Marquess of Donegall († 1799). 
Der fünfte Baron Templemore erbte 1975 von seinem Onkel 4. Grades auch den Titel Marquess of Donegall. Die Baronie wird seither als nachgeordneter Titel des Marquess geführt.

## Liste der Barone Templemore (1831)
- Arthur Chichester, 1. Baron Templemore (1797–1837)
- Harry Chichester, 2. Baron Templemore (1821–1906)
- Arthur Chichester, 3. Baron Templemore (1854–1924)
- Arthur Chichester, 4. Baron Templemore (1880–1953)
- Dermot Chichester, 7. Marquess of Donegall, 5. Baron Templemore (1916–2007)
- Patrick Chichester, 8. Marquess of Donegall, 6. Baron Templemore (* 1952)

Titelerbe (Heir apparent) ist der älteste Sohn des aktuellen Titelinhabers, James Arthur Chichester, Earl of Belfast (* 1990).